# Beto Rocha
Humberto Dantas dos Santos (Lagarto - SE, 12 de outubro de 1973), mais conhecido como Beto Rocha, é um ex-político brasileiro, conhecido nacionalmente pelo escândalo de desvio de verba de merenda escolar do município de Bom Jardim, e como o ex-marido de Lidiane Leite.

## Eleições 2012
Candidatou-se ao cargo de prefeito da cidade de Bom Jardim, tendo como vice a ex-deputada estadual Malrinete Gralhada. Dias antes do pleito, porém, teve a candidatura impugnada pelo TSE ao ser enquadrado na Lei da Ficha Limpa e, assim, renunciou e lançou sua então namorada, Lidiane Leite, ao cargo. Lidiane acabou então eleita, com 50,28% dos votos válidos.

## Carreira política
No início do mandato, foi nomeado por Lidiane como Secretário de Assuntos Políticos. Porém, agia de fato como prefeito, de acordo com as palavras da própria Lidiane ao ingressar na política. Durante um discurso de posse, Lidiane disse que estava representando Beto e afirmou: "Beto é que vai mandar, junto com vocês. Eu só estou aqui para obedecer."

## Escândalos

### Desvio de merenda escolar
Em 20 agosto de 2015, a Polícia Federal efetuou a prisão de Beto Rocha e do Secretário de Agricultura de Bom Jardim, Antônio Cesarino. Ambos foram acusados de integrar uma organização criminosa, juntos com a prefeita Lidiane Rocha que poderia até então ter desviado 15 milhões de reais dos cofres públicos municipais. Beto estava a caminho de São Luís, e segundo a polícia, ele estaria chegando à capital para fugir, depois de revelado esquema de desvios em rede nacional.
Suspeito por desvios de verbas da merenda escolar da cidade, o caso ganhou repercussão nacional.
Em setembro de 2015, em decisão do juiz Magno Linhares, Beto foi solto pela Polícia Federal.

### Agressão em ex-companheira
Em 12 de julho de 2016, Beto é novamente preso, em São Luís, acusado de agressão e tentativa de homicídio contra ex-companheira. A prisão foi pedida pela Delegacia Especial da Mulher da capital. A agressão teria ocorrido em junho daquele ano, onde ele teria agredido a ex-mulher dentro de um carro após uma discussão.

### Agressão em Lidiane Leite
Em 12 de março de 2018, o Conexão Repórter exibiu uma entrevista com Lidiane Leite e Beto Rocha. Além de não governar de fato, Lidiane acusou ainda seu ex-marido de impedi-la a entrar na sede do Executivo Municipal e de agressões, até mesmo quando estava gestante. Lidiane iria para a Prefeitura apenas para assinar documentos, mas sem conhecer os detalhes do que estaria autorizando.
Beto Rocha negou as acusações, dizendo que jamais bateu em mulher. Segundo ele, as discussões seriam motivadas pelas constantes traições da ex-mulher.